# ヤマピット
ヤマピットは日本の競走馬。のちに「華麗なる一族」と称される牝系の初期の活躍馬で、1967年の優駿牝馬などに優勝。1966年に最優秀3歳牝馬、1967年に最優秀4歳牝馬、1968年に最優秀古牝馬に選ばれた。主戦騎手は池江泰郎が務めた。

## 血統背景
母キユーピツトは阪神牝馬特別の勝馬。繁殖牝馬となって最初にガーサントと交配されたが、生まれた子は競走馬となる前に死んだ。翌年ソロナウェーを配合されて生まれたのがヤマピットである。

## 競走生活
※馬齢は当時の表記とする。

### 3歳チャンピオン
1966年9月、ヤマピットは京都競馬場の新馬戦でデビューし、1100メートルを1分05秒5のレコードで逃げ切って、2着に大差を付けて勝った。このレコードは50年以上経った2018年現在も破られていない（1100メートルの競走は2018年現在施行されていないことも付記しておく）。2戦目は不良馬場の3歳ステークスで、同じように新馬戦をレコード勝ちしてきた牡馬が相手だったが、ここでも大差で逃げ切った。11月の楓ステークス（1500メートル）でも従来の記録を1秒半短縮する1分31秒5で逃げ切り、2週間後のデイリー盃3歳ステークス（1600メートル）でも逃げ切り勝ちを収め、ふたたび記録を1秒半縮める1分38秒0のレコードを樹立した。
デビュー以来すべて逃げ切りの無敗の4連勝で、不良馬場の1戦をのぞくとすべてレコード勝ちのヤマピットは、関西の3歳チャンピオン決定戦である阪神3歳ステークスで単勝支持率50パーセントを超える本命になった。池江泰郎が騎乗したヤマピットは、内側の4番枠からスタートしたがほかの馬に包まれてしまい、デビュー以来はじめて先頭に立てないまま3着に敗れた。しかし5戦4勝のヤマピットはこの年の最良3歳牝馬に選ばれた。父のソロナウェーはテイトオー（日本ダービー優勝）や本馬の活躍によりこの年リーディングサイアーになった。

### 4歳チャンピオン
年が明けて4歳になると、緒戦の阪神4歳牝馬特別を逃げ切り、桜花賞へと駒を進めた。ところがこの年1967年（昭和42年）の春、厩務員の賃上げ要求にはじまる労働争議が紛糾し、3週にわたって中央競馬の開催が中止された。結局4月2日に開催予定の桜花賞は順延され、4月30日に京都競馬場で行われることになった。こうして桜花賞に出てきた20頭のうち、60パーセントを超す単勝支持率を得たヤマピットだったが、阪神3歳ステークスと同じように他馬につつまれると、大して見せ場もなく12着に大敗した。
2週間後、ヤマピットは続く優駿牝馬（オークス）で初めて関東の競馬場に遠征した。桜花賞のわずか2週間後で、長距離輸送のあとのヤマピットは大きく体重を落としていた。それでも1番人気に支持されたヤマピットは、スタートしてすぐに先頭に立つとそのまま2400メートルをずっと先頭で走りきり、後続に3馬身差をつけて優勝し、4歳牝馬の頂点にたった。ヤマピットの全競走歴の中で、保田隆芳が騎手を務めたのはこのときだけであり、保田にとっては29年ぶりの優駿牝馬勝利となった。秋は牝馬限定の競走がないため菊花賞に挑み、途中まで逃げて大敗した。
この年ヤマピットは最良4歳牝馬に選出された。

### 古馬チャンピオン
5歳になると牡馬に混じって重賞に挑み、大阪杯と鳴尾記念を逃げ切り、オープン特別の夕月特別では1600メートルを1分35秒4のレコードで逃げ切った。鳴尾記念と夕月特別は8馬身差だった。牝馬による大阪杯優勝は、このあとエアグルーヴが勝つまで30年間なかった。ヤマピットはこの年、最良5歳以上牝馬に選ばれ、3年連続の牝馬のチャンピオンとなった。JRA賞の前身である啓衆賞まで含め、1954年の創設以来、3年連続チャンピオンはメイヂヒカリ以来2頭目、牝馬の3年連続チャンピオンは初である。

## 母として
1969年（昭和44年）に現役を退いたヤマピットは荻伏牧場で繁殖牝馬となった。最初の交配相手には、斎藤卯助がイギリスから輸入してきたネヴァービートが選ばれた。ネヴァービートはすでに皐月賞馬マーチスやオークス馬ルピナスを出すなど、期待された種牡馬だった。ヤマピットは翌春に牡馬を産んだが、直後に腸捻転のために急死し、1頭しか仔を残せなかった。生まれた仔馬はのちにボージェストと名づけられている。

## 血統表
| ヤマピットの血統フェアウェイ系 / Fairway 3×5=15.62%、Polymelus 5×5=6.25% | ヤマピットの血統フェアウェイ系 / Fairway 3×5=15.62%、Polymelus 5×5=6.25% | ヤマピットの血統フェアウェイ系 / Fairway 3×5=15.62%、Polymelus 5×5=6.25% | （血統表の出典）   | （血統表の出典）   |
| 父 * ソロナウェー Solonaway 1946 鹿毛                                    | 父の父Solferino 1940 鹿毛                                                | Fairway                                                                  | Phalaris           | Phalaris           |
| 父 * ソロナウェー Solonaway 1946 鹿毛                                    | 父の父Solferino 1940 鹿毛                                                | Fairway                                                                  | Scapa Flow         |                    |
| 父 * ソロナウェー Solonaway 1946 鹿毛                                    | 父の父Solferino 1940 鹿毛                                                | Sol Speranza                                                             | Ballyferis         | Ballyferis         |
| 父 * ソロナウェー Solonaway 1946 鹿毛                                    | 父の父Solferino 1940 鹿毛                                                | Sol Speranza                                                             | Sunbridge          |                    |
| 父 * ソロナウェー Solonaway 1946 鹿毛                                    | 父の母Anyway 1935 鹿毛                                                   | Grand Glacier                                                            | Grand Parade       | Grand Parade       |
| 父 * ソロナウェー Solonaway 1946 鹿毛                                    | 父の母Anyway 1935 鹿毛                                                   | Grand Glacier                                                            | Glaspia            |                    |
| 父 * ソロナウェー Solonaway 1946 鹿毛                                    | 父の母Anyway 1935 鹿毛                                                   | The Widow Murphy                                                         | Pomme-de-Terre     | Pomme-de-Terre     |
| 父 * ソロナウェー Solonaway 1946 鹿毛                                    | 父の母Anyway 1935 鹿毛                                                   | The Widow Murphy                                                         | Waterwitch         |                    |
| 母 キユーピツト 1957 鹿毛                                                | 母の父Nearula 1950 鹿毛                                                  | Nasrullah                                                                | Nearco             | Nearco             |
| 母 キユーピツト 1957 鹿毛                                                | 母の父Nearula 1950 鹿毛                                                  | Nasrullah                                                                | Mumtaz Begum       |                    |
| 母 キユーピツト 1957 鹿毛                                                | 母の父Nearula 1950 鹿毛                                                  | Respite                                                                  | Flag of Truce      | Flag of Truce      |
| 母 キユーピツト 1957 鹿毛                                                | 母の父Nearula 1950 鹿毛                                                  | Respite                                                                  | Orama              |                    |
| 母 キユーピツト 1957 鹿毛                                                | 母の母*マイリー Mairie 1953 鹿毛                                         | Supreme Court                                                            | Precipitation      | Precipitation      |
| 母 キユーピツト 1957 鹿毛                                                | 母の母*マイリー Mairie 1953 鹿毛                                         | Supreme Court                                                            | Forecourt          |                    |
| 母 キユーピツト 1957 鹿毛                                                | 母の母*マイリー Mairie 1953 鹿毛                                         | Lusignan                                                                 | William of Valence | William of Valence |
| 母 キユーピツト 1957 鹿毛                                                | 母の母*マイリー Mairie 1953 鹿毛                                         | Lusignan                                                                 | Blue Star F-No.7-e |                    |